# ونگیرسکا گورکا
ونگیرسکا گورکا (به لهستانی: Węgierska Górka) یک روستا در لهستان است که در گمینا ونگیرسکا گورکا واقع شده‌است. ونگیرسکا گورکا ۴٬۲۰۶ نفر جمعیت دارد.